# 移植 (医療)

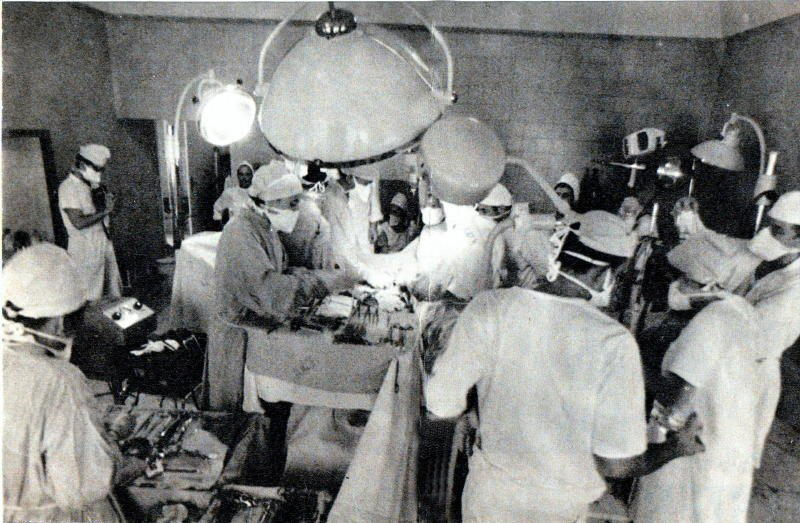
移植 (1968)

移植（いしょく）とは、提供者（ドナー）から受給者（レシピエント）に組織や臓器を移し植える医療行為のこと。移植で用いられる組織や臓器を「移植片」という。以下に示すように様々な移植の形態が存在するが、一般には臓器を移植する場合が話題となるため臓器移植（ぞうきいしょく）として知られている。 現在、日本で臓器移植を希望して日本臓器移植ネットワーク（JOT）に登録している方の総数は、約16,000人。一方で、1年間で臓器移植を受けられた人は、約400人。わずか3％の人しか移植を受けることができていないというのが現状である。

## 概説
ヒトの臓器移植は病気や事故により臓器が機能しなくなった人に対して他の人の健康な臓器を移植して機能の回復を図る医療をいう。
臓器移植は難病治療などとともに生命科学の発展によって人類が恩恵を受けてきた分野である。一部の疾病に対して現時点での医学レベルでは臓器移植が唯一の治療法である場合がある。脳死後の臓器移植が可能となり、免疫抑制剤も進歩したことで臓器移植の成績も向上している。ただし、免疫抑制剤は一生投与しなければならないうえ、免疫が低下しているため、生の肉や魚など細菌や真菌、ウイルスを含む可能性がある食物が摂取できなくなるというデメリットがある。
一方で臓器移植については臓器提供者の脳死判定のあり方などに議論がある。死生観は国民性のほか宗教や時代によって大きく異なり臓器移植等の捉え方にも難しい問題が存在する。思想的・宗教的立場から臓器の移植を否定する主張もある。なおカトリック教会では臓器移植は道徳的に認められ、死後の臓器提供を崇高なものとしている。

### 分類

#### ドナーとレシピエントの関係による分類
- 自家移植 (autograft):自己の組織を自己の他の場所に移し変えること。
- 他家移植:自己以外の組織を移し変えること。
  - 同種移植 (allograft):レシピエントと同一種の組織を用いる。
    - 同系移植 (isograft):免疫的に同一である個体 (一卵性双生児や近交系動物) の組織を用いる。

  - 異種移植 (xenograft):レシピエントと異なる種の組織を用いる。
- 人工移植:形成術ともいい、人工材料を用いて臓器修復することをいう。主に人工血管や皮膚、心臓弁置換術において行われる。

#### ドナーの状態による分類
- 生体移植:生きているドナーから提供されること。
- 死体移植:死亡したドナーから提供されること
  - 脳死移植:ドナーが脳死と判断された後に臓器等を取り出すこと。
  - 心臓死移植（心停止移植）:ドナーの心停止後に臓器等を取り出すこと。

### 対象
移植可能な臓器は次のように様々であるが、ドナーの心停止後（心停止移植）は臓器の機能が急速に衰えることから移植の対象は膵臓・腎臓・眼球といった一部の臓器に限られる。
- 輸血
- 心臓移植
- 肺移植
- 腎移植
- 肝移植
- 膵移植
- 小腸移植
- 造血幹細胞移植
  - 骨髄移植
- 角膜移植
- 眼球移植[9]
- 皮膚移植

治療法としては一般的ではないが、研究的に以下のような移植手術も実施された事例がある。
- 頭部移植（2016年時点で、ネズミとサルで頭部移植手術が成功している[要出典]。2019年には、筋萎縮症という難病に苦しんでいるロシア人男性のワレリー・スピリドノフ氏に世界初の人間の頭部移植手術が行われる予定だったがワレリー・スピリドノフ氏が申し入れを撤回したことで計画は中止された。）
- 四肢移植（1998年にフランスで初めて腕の移植が行われ、世界で10数例の報告がある。）
- 陰茎移植（中華人民共和国で1例が学会報告され、[注釈 1]2例目は南アフリカ3例目、4例目がアメリカで行われ、その中の一例は陰嚢や下腹壁を含む精巣以外の完全移植に成功した。[10]）
- 顔面移植（フランスで初の移植が行われ[11]、他にも数例の報告がある。救命目的の顔面移植はポーランドが初。[12]）
- 子宮移植（数例の報告がある。）

## 歴史
ヒトの移植医療は1950年代から1960年代にかけて始まった。1956年、日本の新潟大学で急性腎不全の患者に対して一時的に腎臓を移植する手術が行われた。
1963年には米国で世界初の肝臓移植及び肺移植が行われた。また、1967年には南アフリカ共和国で世界初の心臓移植が行われた。

## 生命倫理と国際基準

### 臓器取引と移植ツーリズム
先進国を中心とした富裕者が発展途上国の貧困層から臓器を買う臓器取引(臓器売買)、および、移植のための渡航の一種である移植ツーリズムは、公平、正義、人間の尊厳の尊重といった原則を踏みにじるものであるとして世界的に問題視されており、国際移植学会やWHOで規制の方針が打ち出されている。

### 海外渡航移植の問題
先進国などでは、臓器移植はドナーの順番待ち制度に基づいて行われる。国外から来た順番待ちリストの上位に載せられた患者を受け入れた分だけ、その患者よりも下位に載せられた自国の患者が、臓器移植を受けられずに亡くなる事も有り得る。そのため、臓器売買とは異なるものだとしても、同様に外国から渡航移植を拒否や制限されたりするのは当然であるという主張がある。
2008年5月の国際移植学会において、必要な臓器は各国内で確保する努力を求める指針である「臓器取引と移植ツーリズムに関するイスタンブール宣言」が採択され、海外渡航移植の原則禁止が提言された。これを受けて2010年5月の世界保健機関(WHO)総会で、臓器移植手術を受けるための海外渡航が原則禁止となる、臓器移植に関する新指針が採択された。
一方、渡航移植が移植ツーリズムと見なされないように移植の透明性を確保する仕組みを整え、自国でのケアが受けられない人々に対する公共の観点から渡航移植を受けれている国もある。

## 日本での移植医療

### 死体移植の歴史

#### 黎明期
日本では1956年に、新潟大学で急性腎不全の患者に対して、一時的に腎臓移植が行われた。
本格的な臓器移植は、1964年に東京大学で慢性腎不全の患者に対して、生体腎移植が行われたのが最初である。また同年には千葉大学で肝臓の移植が初めて行われた。
1968年には、札幌医科大学の和田寿郎教授によって、世界で30例目の心臓移植が行われ、移植患者は83日間生存した。いわゆる和田心臓移植事件である。移植患者の生存中は賞賛されたが、死後に提供者の救命治療が十分に行われたかどうか、脳死判定が適切に行われたかどうか、レシピエントは本当に移植が必要だったかどうかなど、厳密な脳死判定基準のなかった当時の脳死移植は多くの議論を呼んだ。和田教授に対しては殺人罪の刑事告発もされ、札幌地方検察庁による任意の調査が行われたが、嫌疑不十分の不起訴処分となった。
1984年には、筑波大学の深尾立教授が脳死判定による膵・腎同時移植を実施したが、患者が死亡したことで、執刀医らが殺人罪で告発された。
日本では、脳死をヒトの死と認めない傾向が強く、脳死移植がタブー視され続ける時代が続いた。

#### 心臓死移植の発展
1979年、角膜及び腎臓の移植に関する法律が成立し、心臓死移植に関する法律が整備された。この法律によって、家族の承諾により、死後の腎臓および角膜の提供が認められるようになった。以後、心臓死下の腎臓移植が毎年150〜250件、角膜移植が1600〜2500件行われるようになった。

#### 脳死移植の幕開け
1997年10月、臓器の移植に関する法律が施行され、本人が脳死判定に従い臓器を提供する意思を書面により表示しており、かつ家族が脳死判定並びに臓器提供に同意する場合に限り、法的に脳死がヒトの死と認められ、脳死移植が可能となった。
この法律では、臓器提供のための意思表示可能年齢について何ら規定していないが、厚生労働省のガイドラインによって、ドナーの意思表示可能な年齢は民法の遺言可能年齢に準じて15歳以上と通知された。また臓器提供に関係なく脳死をヒトの死とし、本人の意思が不明であっても、家族の承諾で提供可能な諸外国と比べて極めて厳しいものとなっているため、ドナー数は非常に少ない。そのため欧米及びアジアの移植医療を行う先進医療技術を持つ国の中で日本は極めて臓器移植の数の少ない国となっている。一方で、脳死をヒトの死とすることに疑問を投げかける人々からは強い批判があり、また「脳全体の機能の不可逆的停止」を脳死としている厚生労働省基準に関して強い疑念を持つ医学者も少なくなく、臓器移植自体を医療として認めない人々もおり、臓器移植法そのものや法改正に対しての反対運動が存在する。
臓器の移植に関する法律の成立とともに、臓器提供の意思を表示する手段として、臓器提供意思表示カードが配布されるようになった。また、臓器の斡旋を行う機関として、厚生労働省の認可により、社団法人日本臓器移植ネットワークが発足した。
1999年2月、この法律に基づく脳死移植が初めて行われた。高知県内の高知赤十字病院に入院中の脳死の患者より、本人の意思表示並びに家族の承諾に基づいて、心臓、肝臓、腎臓、角膜が移植された。この移植の際は、マスコミ各社が関係の病院に大挙して押し掛け、臓器を輸送する車をヘリで追跡するなどの行き過ぎた取材が見られるほど、大きく取り上げられた。以後、毎年5件前後の脳死移植が行われている。
しかしながら、移植を希望し登録している患者は増加する一方であり移植を受けられずに死亡するケースも多い。また、日本国外へ移植を受けるために渡航する患者が後を絶たない。特に、15歳未満の子供の脳死後の臓器提供については、日本では法的に不可能だったため、提供臓器のサイズなどの問題から移植が必要な子供は日本国外へ渡航せざるを得ず、数千万円から数億円に及ぶ高額な医療費・デポジット料を工面するための募金活動が行われることが多く、これら日本国外へ渡航しての臓器移植については金銭の力で移植待ちの列に割り込むような一部の事例で、臓器売買に当たるのではないかという疑いがある。また海外で移植を受けるという事は、見方によっては貴重な臓器を横取りして、その国で移植を待つ患者が余計に待たされてしまう事でもあり、自国の患者は自国で治療するべきという原則の下に国際的な批判が出た。

#### 15歳未満のドナーによる脳死移植
上記のように日本の脳死移植体制に批判が出たため、2009年に脳死移植を可能とする臓器移植法の改正が行われ、2010年7月17日以降は脳死移植は本人が提供拒否の意思を示していない限りは家族の同意が得られれば認められるようになった。これによって、日本国内で15歳未満のドナーの臓器移植を可能となった。
2011年4月13日に日本で初めて15歳未満のドナーによる脳死移植が行われ、10代のドナーから60代の患者に移植された。2012年6月15日に日本で初めて6歳未満のドナーによる脳死移植が行われ、6歳未満のドナーから10歳未満の患者と60代の患者に移植された。

### 生体移植
1964年に生体腎移植、1989年に生体部分肝移植が初めて行われた。1992年には骨髄バンク、1999年には臍帯血バンクが生まれ、骨髄移植、造血幹細胞移植の仕組みが整備されている。
2014年5月15日、京都大学医学部附属病院が世界で初めて肺の反転生体移植を行い成功させた。手術に当たっては提供者・患者双方の体内データを基に3Dプリンターで模型を作り検討・試験を行った。
2024年3月4日、京都大医学部付属病院が、世界で初めて生体の肺と肝臓を1人の患者に同時に移植する手術を実施し、成功したと発表した。

### 移植施設
造血幹細胞移植や腎移植は、全国の多数の医療機関にて広く実施されている。心臓、肺、肝臓、膵臓、小腸の移植手術を実施している施設は限定されるため、以下に示す。
移植施設（2013年5月1日現在）
- 心臓移植施設のうち、心肺同時移植が可能な施設は◎
- 肺移植施設のうち、肺単独移植をしない施設は△
- 膵臓移植施設は、総ての施設で膵腎同時移植が可能。

| 施設 | 心臓         | 肺 | 肝臓           | 膵臓 | 小腸 |
| --- | ------------ | -- | -------------- | ---- | ---- |
| 北海道大学病院（北緯43度4分39.5秒 東経141度20分43.3秒 / 北緯43.077639度 東経141.345361度）                  | ◎            |    | ○              | ○    | ○    |
| 岩手医科大学附属病院（北緯38度16分18.8秒 東経140度51分40.6秒 / 北緯38.271889度 東経140.861278度）           |              |    | ○              |      |      |
| 東北大学病院（北緯38度16分18.8秒 東経140度51分40.6秒 / 北緯38.271889度 東経140.861278度）                   | ◎            | ○  | ○              | ○    | ○    |
| 福島県立医科大学附属病院（北緯37度41分23.9秒 東経140度28分16.8秒 / 北緯37.689972度 東経140.471333度）       |              |    |                | ○    |      |
| 自治医科大学附属病院（北緯36度23分55.7秒 東経139度51分37秒 / 北緯36.398806度 東経139.86028度）              |              |    | ○ 18歳未満のみ |      |      |
| 獨協医科大学病院（北緯36度28分20.3秒 東経139度49分31.4秒 / 北緯36.472306度 東経139.825389度）               |              | ○  |                | ○    |      |
| 埼玉医科大学国際医療センター（北緯35度55分17.4秒 東経139度19分19.9秒 / 北緯35.921500度 東経139.322194度）   | ◎            |    |                |      |      |
| 国立病院機構千葉東病院（北緯35度35分4.5秒 東経140度9分38.7秒 / 北緯35.584583度 東経140.160750度）           |              |    |                | ○    |      |
| 慶應義塾大学病院（北緯35度40分53秒 東経139度43分4.8秒 / 北緯35.68139度 東経139.718000度）                   |              |    | ○              |      | ○    |
| 東京女子医科大学病院（北緯35度41分49.5秒 東経139度43分10.8秒 / 北緯35.697083度 東経139.719667度）           | ◎            |    |                | ○    |      |
| 順天堂大学医学部附属順天堂医院（北緯35度42分7.6秒 東経139度45分45秒 / 北緯35.702111度 東経139.76250度）     |              |    | ○              |      |      |
| 東京大学医学部附属病院（北緯35度42分40.1秒 東経139度45分52.5秒 / 北緯35.711139度 東経139.764583度）         | ◎ 11歳未満可 |    | ○              |      |      |
| 国立成育医療研究センター（北緯35度37分58.8秒 東経139度36分42.2秒 / 北緯35.633000度 東経139.611722度）       |              |    | ○ 18歳未満のみ |      |      |
| 東京医科大学八王子医療センター（北緯35度37分54.9秒 東経139度17分20.4秒 / 北緯35.631917度 東経139.289000度） |              |    |                | ○    |      |
| 新潟大学医歯学総合病院（北緯37度55分6秒 東経139度2分8.5秒 / 北緯37.91833度 東経139.035694度）               |              |    | ○              | ○    | ○    |
| 金沢大学附属病院（北緯36度33分23.6秒 東経136度40分20.8秒 / 北緯36.556556度 東経136.672444度）               |              |    | ○              |      |      |
| 信州大学医学部附属病院（北緯36度14分56.9秒 東経137度58分43.1秒 / 北緯36.249139度 東経137.978639度）         |              |    | ○              |      |      |
| 名古屋大学医学部附属病院（北緯35度9分29.5秒 東経136度55分18.4秒 / 北緯35.158194度 東経136.921778度）        |              |    | ○              |      | ○    |
| 名古屋第二赤十字病院（北緯35度8分41.8秒 東経136度57分56.5秒 / 北緯35.144944度 東経136.965694度）            |              |    |                | ○    |      |
| 藤田保健衛生大学病院（北緯35度4分13.9秒 東経137度0分1.7秒 / 北緯35.070528度 東経137.000472度）              |              |    |                | ○    |      |
| 三重大学医学部附属病院（北緯34度44分35.3秒 東経136度31分16.2秒 / 北緯34.743139度 東経136.521167度）         |              |    | ○              |      |      |
| 京都府立医科大学附属病院（北緯35度1分28.4秒 東経135度46分11.7秒 / 北緯35.024556度 東経135.769917度）        |              |    | ○              | ○    |      |
| 京都大学医学部附属病院（北緯35度1分11秒 東経135度46分40秒 / 北緯35.01972度 東経135.77778度）                |              | ○  | ○              | ○    | ○    |
| 大阪大学医学部附属病院（北緯34度49分9.9秒 東経135度31分42.2秒 / 北緯34.819417度 東経135.528389度）          | ◎ 11歳未満可 | ○  | ○              | ○    | ○    |
| 国立循環器病研究センター（北緯34度49分45.3秒 東経135度30分16.7秒 / 北緯34.829250度 東経135.504639度）       | ◎ 11歳未満可 | △  |                |      |      |
| 神戸大学医学部附属病院（北緯34度41分8.8秒 東経135度10分15.6秒 / 北緯34.685778度 東経135.171000度）          |              |    | ○              | ○    |      |
| 奈良県立医科大学附属病院（北緯34度30分13.3秒 東経135度47分32.3秒 / 北緯34.503694度 東経135.792306度）       |              |    |                | ○    |      |
| 岡山大学病院（北緯34度39分4.6秒 東経133度55分14.8秒 / 北緯34.651278度 東経133.920778度）                    | ◎            | ○  | ○              |      | ○    |
| 広島大学病院（北緯34度22分47秒 東経132度28分44.2秒 / 北緯34.37972度 東経132.478944度）                      |              |    | ○              | ○    |      |
| 香川大学医学部附属病院（北緯34度17分32.3秒 東経134度7分25秒 / 北緯34.292306度 東経134.12361度）             |              |    |                | ○    |      |
| 九州大学病院（北緯33度36分33.1秒 東経130度24分57秒 / 北緯33.609194度 東経130.41583度）                      | ◎            |    | ○              | ○    | ○    |
| 福岡大学病院（北緯33度32分51.6秒 東経130度21分35秒 / 北緯33.547667度 東経130.35972度）                      |              | ○  |                |      |      |
| 長崎大学病院（北緯32度46分10.5秒 東経129度52分7.2秒 / 北緯32.769583度 東経129.868667度）                    |              | ○  | ○              |      |      |
| 熊本大学医学部附属病院（北緯32度47分45.8秒 東経130度42分43.6秒 / 北緯32.796056度 東経130.712111度）         |              |    | ○              |      |      |
| 施設数 | 9            | 9  | 21             | 18   | 9    |

### 提供施設
- 一般に心停止での提供に関しては、手術が可能な病院・医療施設であれば可能。
- 脳死での提供は、全国の大学病院と日本救急医学会が指定する指定施設、日本脳神経学会の指定する専門医訓練施設、救急救命センターを設置している特定の病院等に限られており、それ以外の病院では脳死判定・臓器提供は行われていない。

## 欧米での移植医療
欧米での脳死移植は日本よりも多いが、それでも米国では移植件数の倍以上の移植希望者がいるとされる。

### アメリカ合衆国
アメリカでの2013年の100万人あたりの臓器提供者数は26.0人であった。
2013年の臓器移植数は、心臓移植が2,562件、肺移植が1,619件、肝臓移植が6,132件、腎臓移植が12,270件、膵臓移植が214件であった。

### ドイツ
ドイツでの2013年の100万人あたりの臓器提供者数は10.9人であった。
2013年の臓器移植数は、心臓移植が313件、肺移植が371件、肝臓移植が884件、腎臓移植が1,547件、膵臓移植が128件であった。

### イギリス
イギリスでの2013年の100万人あたりの臓器提供者数は20.8人であった。
2013年の臓器移植数は、心臓移植が194件、肺移植が211件、肝臓移植が870件、腎臓移植が2,156件、膵臓移植が235件であった。

### オーストリア
オーストリアでの2013年の100万人あたりの臓器提供者数は24.6人であった。
2013年の臓器移植数は、心臓移植が64件、肺移植が128件、肝臓移植が130件、腎臓移植が347件、膵臓移植が19件であった。

### フランス
フランスでの2013年の100万人あたりの臓器提供者数は25.5人であった。
2013年の臓器移植数は、心臓移植が410件、肺移植が299件、肝臓移植が1,241件、腎臓移植が3,074件、膵臓移植が85件であった。

### スペイン
スペインでの2013年の100万人あたりの臓器提供者数は35.1人であった。
2013年の臓器移植数は、心臓移植が249件、肺移植が285件、肝臓移植が1,070件、腎臓移植が2,170件、膵臓移植が92件であった。

### カザフスタン
カザフスタンでは人口100万人当たり年間で約10件の移植手術を必要とし、2012年から2025年まで100例の心臓移植が実施された。国土が広大で、輸送に時間を要することから、搬送許容時間を拡大するためアスタナ生命維持マシン（ALEM）が開発されている。

## 臓器移植をテーマとした作品
臓器移植に関連する作品。臓器売買に関連する作品についてはリンク先を参照のこと。
- ジョンQ -最後の決断- - 2002年公開のアメリカ映画ニック・カサヴェテス監督作。
- 21グラム - 2003年公開のアメリカ映画。アレハンドロ・ゴンサレス・イニャリトゥ監督作
- 私の中のあなた - ジョディ・ピコーの小説。2009年映画化。ニック・カサヴェテス監督作。日本臓器移植ネットワークタイアップ作品[28]。
- ブラックジャックによろしく - 佐藤秀峰による漫画。移植医療を主題にした編がある。
- メスよ輝け!! - 原作：高山路爛、作画：やまだ哲太による漫画。肝移植医療を主題にした編がある。
- GUY〜移植病棟24時〜 - 原作：加藤友朗、漫画：安藤慈朗による漫画。移植医療が主題となっている。